# Wi-Fi Direct
Wi-Fi Direct – technologia bezprzewodowa stworzona przez Wi-Fi Alliance, wykorzystywana w telekomunikacji. Swym działaniem jest podobna do Bluetooth, a głównym jej plusem jest znacznie większy zasięg. Od Wi-Fi różni się głównie tym, że komunikacja między dwoma urządzeniami zachodzi ad hoc – to jest bezpośrednio, z pominięciem punktu dostępowego lub routera. Można dzięki temu „szybko i dogodnie wykonać czynności drukowania, synchronizacji i udostępniania zawartości – nawet wtedy, kiedy punkt dostępowy lub router jest niedostępny”.
Za pomocą Wi-Fi Direct można przesyłać: zdjęcia, filmy, muzykę i inne materiały. 
Wymiana danych nie jest ograniczona do telefonów – da się połączyć z telewizorem, tabletem, a także drukarką. 
Wi-Fi Direct można wykorzystać również w grach.

## Zasada działania
Aby połączyć się z wybranym sprzętem bezprzewodowym, niezbędne jest co najmniej jedno urządzenie z certyfikowaną kartą Wi-Fi Direct. Pozostałe urządzenia mogą posiadać zwykły standard Wi-Fi. Karta z Wi-Fi Directem wyszukuje w najbliższej okolicy urządzenia bezprzewodowe. Komunikacja wykorzystuje dwa pasma radiowe o częstotliwościach 2,4 GHz oraz 5 GHz. Transmisja zabezpieczona jest przy wykorzystaniu klucza protokołu WPA2.

## Standard Wi-Fi i Wi-Fi Direct

Przykładowe użycie standardu Wi-Fi^{}

Animacja przedstawia wykorzystanie w praktyce standardu Wi-Fi. Aby móc wydrukować dokument na drukarce bezprzewodowej laptop łączy się z drukarką poprzez punkt dostępowy, router bezprzewodowy.

Przykładowe użycie standardu Wi-Fi Direct^{}

W powyższej animacji przedstawiono technologię Direct, która nie potrzebuje „pośrednika” do skomunikowania się z bezprzewodową drukarką. Jedno z urządzeń posiada (tu: laptop) kartę sieciową z certyfikatem na obsługę Wi-Fi Direct. Przenośny komputer wyszukuje w najbliższym otoczeniu urządzenia Wi-Fi, łączy się z drukarką i wysyła dokument do druku.